# 폴리글롯
폴리글롯(Polyglot)은 여러 프로그래밍 언어를 동시에 지원하는 소프트웨어 플랫폼이나 시스템을 의미한다. '폴리글롯'이라는 용어는 '여러 언어를 구사하는 사람'을 뜻하는 단어에서 유래하였다.

## 개요
폴리글롯 플랫폼은 개발자가 선호하는 프로그래밍 언어를 자유롭게 선택하여 애플리케이션을 개발할 수 있게 해주는 환경을 제공한다. 이는 다양한 프로그래밍 언어로 작성된 코드를 실행하고 관리할 수 있는 인프라스트럭처를 포함한다.

## 특징
폴리글롯 플랫폼은 다음과 같은 주요 특징을 가진다:
- 다중 언어 지원: 여러 프로그래밍 언어로 작성된 애플리케이션을 동시에 실행한다
- 언어 독립성: 특정 프로그래밍 언어에 종속되지 않는다
- 유연한 개발 환경: 개발자가 프로젝트에 가장 적합한 언어를 선택할 수 있다
- 확장성: 새로운 프로그래밍 언어 지원을 쉽게 추가할 수 있다

## 장점
폴리글롯 플랫폼은 다음과 같은 장점을 제공한다:
- 기술 스택 최적화: 각 작업에 가장 적합한 프로그래밍 언어 선택이 가능하다
- 개발자 생산성 향상: 개발자가 익숙한 언어로 개발이 가능하다
- 레거시 시스템 통합: 다양한 언어로 작성된 기존 시스템과의 통합이 용이하다
- 혁신 촉진: 새로운 프로그래밍 언어와 기술 도입이 용이하다

## 대표적인 폴리글롯 플랫폼
- 헤로쿠: Ruby, Python, Java, Node.js, Go, PHP 등 다양한 언어를 지원한다
- 구글 앱 엔진: Python, Java, PHP, Node.js 등을 지원한다
- 마이크로소프트 애저: .NET, Java, Node.js, Python, PHP 등을 지원한다